# Malleus maleficarum
Malj za vještice (lat. Malleus maleficarum), teološko djelo dominikanca Henrika Institorisa i Jakoba Sprengera, objavljeno 1486. godine, u kojem se iznosi stav i opisuje vještičarenje i čarobnjaštvo.
Neki znanstvenici smatraju kako je jedini autor knjige zapravo Henrik, koji je naveo kölnskog dominikanca i teologa Sprengera kao suautora kako bi djelu priskrbio veći značaj.

## Sadržaj djela
Knjiga se sastoji od uvoda i tri dijela, te sadrži ukupno oko osamsto stranica. U uvodu knjige donosi se tekst bule Summis desiderantes affectibus pape pape Inocenta VIII. iz 1484. godine, koja je postavila temelje za progon vještica.
U prvom dijelu Kramer se bavi stvarnom prirodom postojanja vještičarstva onako kao se spominje u Bibliji i o njenoj prirodi i zločudnosti, drugom dijelu magijskim praksama koje se odnose na spolno općenje i mušku impotenciju, te metodama kojima se ljudi mogu zaštititi od uroka ili ih poništiti, dok se u trećem dijelu nabrajaju praktična pravila i procedure za suđenje optuženima pred crkvenim ili svjetovnim sudovima.

## Utjecaj i posljedice
Djelo Malleus maleficarum vjerojatno je najpoznatije djelo takve vrste u svjetskoj književnosti. Zbog svoje tematike i načina njezine obrade postalo je jednom od najpoznatijih referenca na vještičarenje kako u književnosti, tako i u popularnoj kulturi.
Otkriće tiskarstva omogućilo je ubrzano širenje knjige i njezino rasprostiranje širom Europe. Do 17. stoljeća objavljeno je devedeset i devet izdanja na latinskom jeziku.